# Lounští z Tieffenthalu
Lounský z Tieffenthalu (též Launský z Tieffenthalu, Launsky von Tieffenthal, Launsky-Tieffenthal) je český šlechtický rod původem z Domažlic.

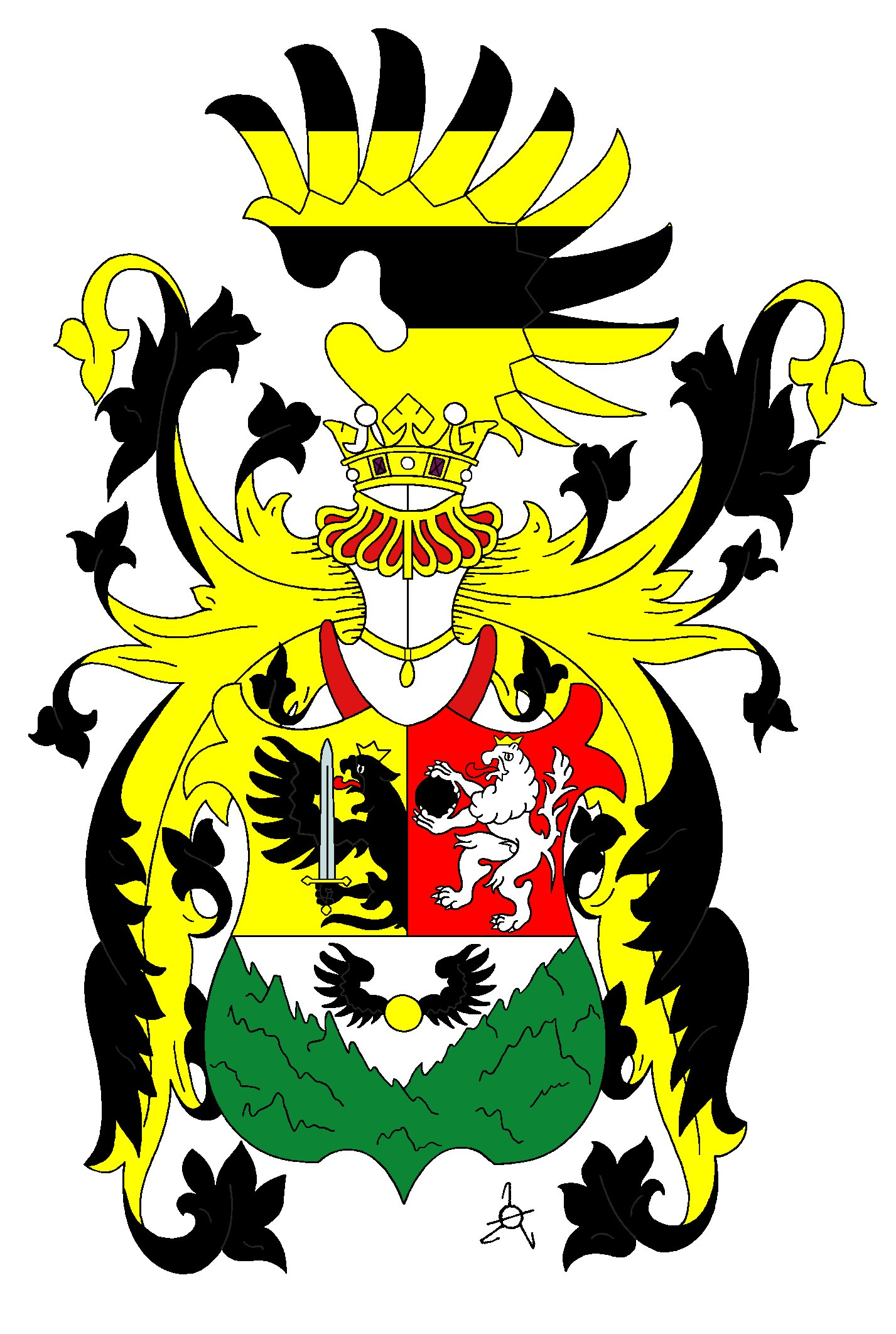
Erb rodu Launských

## Historie

### Původ rodu
Rod Lounských pocházel z Domažlic, kde se jako první člen rodiny připomíná na konci 16. století Havel, který byl členem zdejší městské rady. Jeho nejmladší syn Adam († před 1641) byl v letech 1635–1641 domažlickým konšelem. Po sobě zanechal syny Václava, Daniela a Václava Ferdinanda.
Nejvýznamnější osobností a zakladatelem šlechtického rodu se stal (snad nejmladší) Václav Ferdinand († 1690). Jako první člen rodu získal univerzitní vzdělání. Ve druhé polovině 40. let 17. století začal studovat na pražské filozofické fakultě. Když došlo roku 1648 k obležení pražských měst, vstoupil do studentské legie, kde sloužil až do konce obležení jako mušketýr. Po skončení války ve studiu pokračoval, v květnu 1651 se stal bakalářem a v srpnu 1652 získal hodnost magistra filozofie.

### Erb

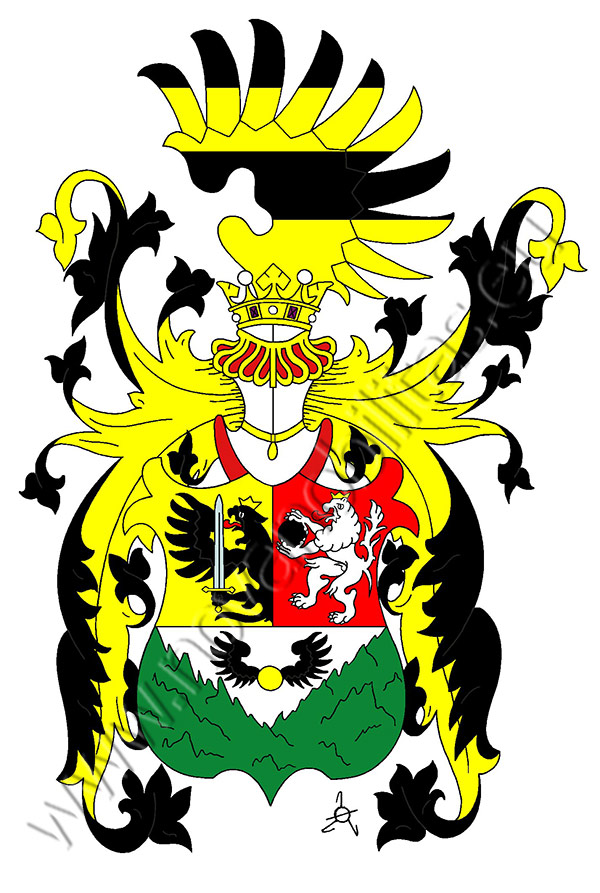
Lounský z Tieffenthalu (1652)

Krátce poté, 24. září 1652, byl za zásluhy o obranu pražských měst povýšen do českého šlechtického stavu s predikátem z Tieffenthalu. Získal právo k užívání erbu. Blason: Štít dělený, nahoře polcený. V pravém zlatém poli vyniká od dělicí čáry polovičný černý zlatě korunovaný orel, který drží ve spáru meč. V levém červeném poli stříbrný zlatě korunovaný lev držící v tlapách černou kouli. Ve spodním stříbrném poli zlatá okřídlená koule mezi dvěma zelenými skalami. Na korunované přílbě s černo-zlatými přikryvadly černo-zlatě pruhované křídlo.

### Další dějiny rodu
Po návratu do Domažlic zastával Václav Ferdinand v letech 1653–57 úřad městského písaře. V letech 1665–1690 zde byl členem městské rady a v letech 1685–1688 dokonce primátorem. Jeho zásluhou získalo město zpět právo kolatury a roku 1671 se mu podařilo prosadil, aby majitel panství Wolf Laminger z Albenreuthu vrátil městu Chodský hrad.
Václav Ferdinand Lounský z Tieffenthalu byl typickým přikladem novošlechtice, pro kterého nobilitace neznamenala žádnou změnu životního stylu. Byla jen osobním vyznamenáním, ale nikoli odrazovým můstkem k dalšímu postupu ve šlechtické stavovské obci. Lounského potomci mezi stavovskou šlechtu nikdy nepronikli. I v 18. a 19. století byli usazeni v Domažlicích patřili mezi zdejší městskou elitu. V letech 1763–1786 byl Šebastián Lounský z Tieffenthalu městským děkanem.

### Povýšení do rytířského stavu
Rod se rozčlenil do řady linií, z nichž jedna se ve druhé polovině 19. století usadila ve Vídni. Jejím zakladatelem byl Jan/Johann (1803–?), který vstoupil do státní služby a stal se odborníkem v oblasti lesnictví. V manželství s Karoline Weber von Webern měl dvě dcery a dva syny, ze kterých se dospělosti dožil jen Robert (1840-?). Protože tato větev žila trvale mimo české země (Robert se narodil v Lublani), nepřijala změny českého pravopisu a nadále užívala příjmení v původní staročeské podobě Launsky.

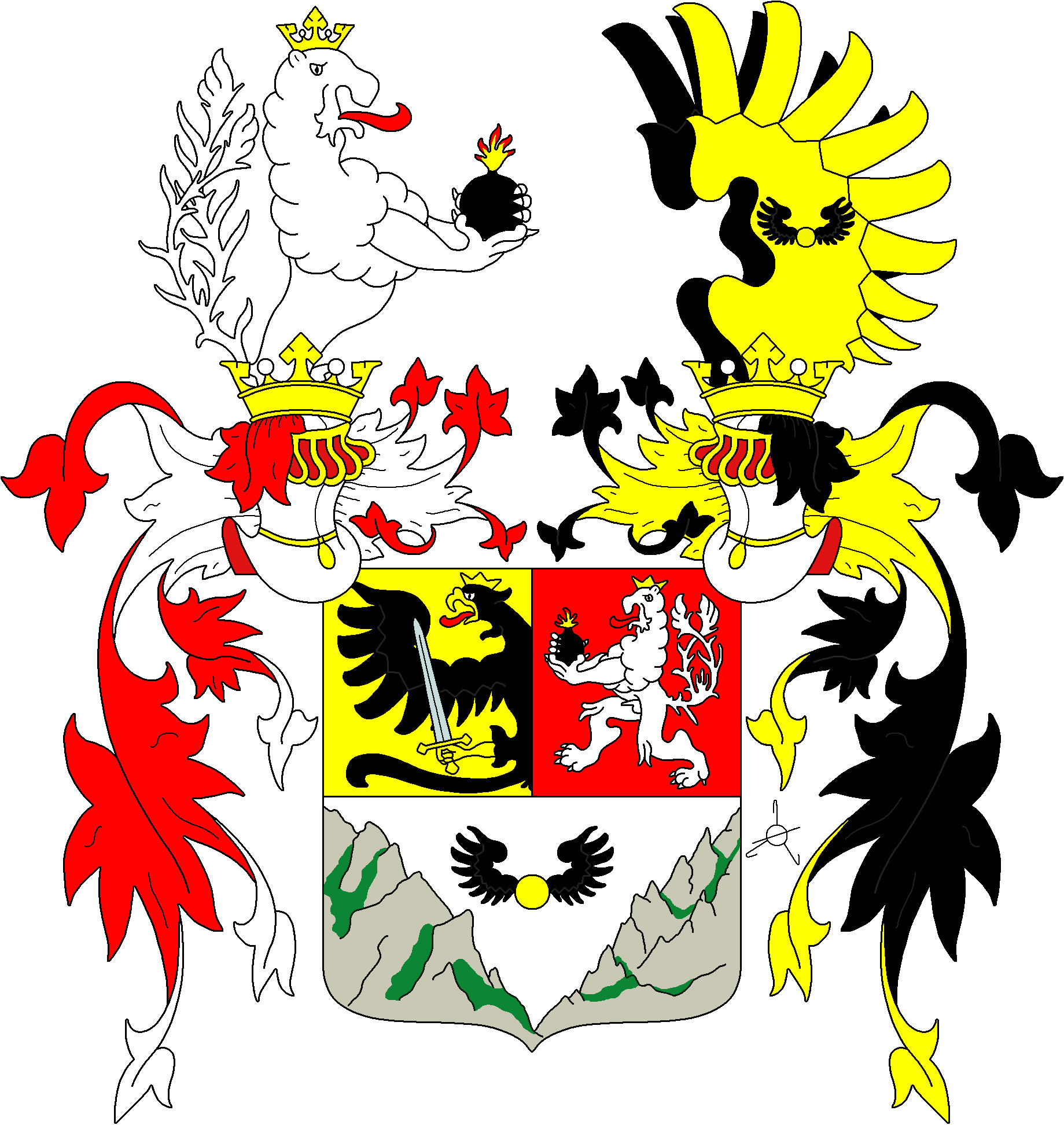
Rytířský erb Lounských (Lanskych) z Tieffenthalu

Také Robert byl státním úředníkem a dosáhl dosáhl funkce dvorního pokladníka v úřadu nejvyššího komoří ve Vídni. Roku 1894 požádal o přiznání rytířského stavu na základě starobylého původu své rodiny. Císař František Josef I. mu vyhověl 10. listopadu 1894 a listinou z 28. prosince téhož roku byl Robertu Launskému polepšen erb:
Štít dělený, nahoře polcený. V pravém zlatém poli vyniká od dělicí čáry polovičný černý zlatě korunovaný orel, který drží ve spáru meč. V levém červeném poli stříbrný dvouocasý korunovaný lev držící v předních tlapách hořící černý granát. Ve spodním stříbrném poli zlatá černě okřídlená koule mezi dvěma z okrajů štítu vyrůstajícími skalami přirozené barvy. Na štítě stojí dvě korunované turnajské přílby. Z pravé s červeno-stříbrnými přikrývadly vyrůstá stříbrný dvouocasý držící v předních tlapách korunovaný hořící černý granát. Klenotem na levé přílbě s černo-zlatými přikrývadly jsou zavřená křídla – přední zlaté se zlatou černě okřídlenou koulí, zadní černé.

### Pozdější osudy rodiny
Je pravděpodobné, že česká linie rodu Lounských z Tieffenthalu dosud žije. Mnohem známější je ale větev rakouská, jejíž příslušníci po zániku monarchie a zrušení šlechtických titulů roku 1919 přijali jméno Launsky-Tieffenthal. Robert se stal roku 1993 předsedou Svazu rakouských podnikatelů v papírnictví (Vereinigung Österreichischer Papierindustrieller), Peter (* 1957) je diplomatem a v letech 2017–2019 byl tiskovým mluvčím spolkové vlády Sebastiana Kurze.